# Гуле, Роберт
Роберт Джерард Гуле (англ. Robert Gerard Goulet; 26 ноября 1933, Лоренс — 30 октября 2007, Лос-Анджелес) — американский актер театра, кино и телевидения, певец.

## Ранние годы
Сын Жаннетт (урождённая Готье) и Жозефа Жоржа Андре Гуле, охранник текстильной фабрики и певец французско-канадского происхождения, будучи маленьким ребёнком, он пел в церковном хоре. В 1947 году его отец умер, и семья переехала в Эдмонтон, Канада. В возрасте четырнадцати лет он исполнил волю отца и сосредоточился на музыке. Сначала он работал диск-жокеем на радио и получил стипендию от Королевской консерватории в Торонто, где он начал учиться пению. В 1954 году он отправился в Нью-Йорк и безуспешно пытался попасть на Бродвей. Работал продавцом в магазине. Через некоторое время он вернулся в Торонто.

## Карьера
В 1959 году он получил роль Ланселота в мюзикле «Камелот» Алана Джея Лернера (либретто) и Фредерика Лоу (музыка) с Ричардом Бертоном (король Артур) и Джули Эндрюс (королева Гвиневра). В 1960 году он выступал в Торонто, ненадолго в Бостоне и на Бродвее в Нью-Йорке, где уже подал заявку на работу. После успеха и как лауреат премии Theatre World Award он был завален предложениями в кино, телевизионных программах и в ночном клубе. Его баллада «Если бы я тебя покинул» стала романтическим стандартом.
Он достиг пика своей популярности в 1960-х годах. В 1962 году он получил премию Грэмми как лучший новый артист, а в 1964 году за сингл «Моя любовь простит меня». Он получил премию Эмми за роль Томми Олбрайта в телевизионной адаптации ABC Brigadoon (1966) . Создание Жака Боннара в бродвейском мюзикле «Счастливое время» (1968) принесло ему премию Тони [9] . Он часто появлялся в популярных телевизионных шоу, таких как The Ed Sullivan Show или Saturday Night Live с Уиллом Ферреллом . Его театральные достижения включают выступления: Карусель , Finian Rainbow ,Мужчины предпочитают блондинок , The Pajama Game, мы встретимся в St. Луи и южная часть Тихого океана . Он также появлялся в фильмах, начиная с анимации « Гей Пурри» (1962), « Метрополитен» (1970), «Обнаженное оружие 33»: «Последнее оскорбление», (1991). в криминальной драме Атлантик-Сити (1980) он снялся вместе с Бертом Ланкастером и Сьюзен Сарандон . В 2005 году он вернулся на Бродвей в качестве одной из пар геев в La Cage aux Folles.
Имеет свою звезду на Аллее славы в Голливуде.

## Личная жизнь
В 1956 году он женился на Луизе Лонгмор, с которой у него родилась дочь Николетта (родилась 9 июня 1956 года, умерла 17 апреля 2008 года от рака молочной железы) . Однако 8 марта 1963 года он развелся. 12 ноября 1963 года он женился на актрисе Кэрол Лоуренс, с которой у неё двое сыновей: Кристофер и Майкл. Но 23 декабря 1980 года произошёл развод. 17 октября 1982 года он женился на Вере Чохоровской Новак.
30 сентября 2007 года в Лас-Вегасе ему был поставлен диагноз идиопатический фиброз легких. 13 октября, когда было заявлено, что он «не выживет без экстренной трансплантации легких», он был переведен в медицинский центр Cedars-Sinai в Лос-Анджелесe. Он скончался 30 октября 2007 года в возрасте 73 лет в медицинском центре Седарс-Синай в ожидании пересадки.